# Estadio de Madeira
El Estadio de Madeira (comúnmente conocido como Estadio da Choupana o Estadio Ingeniero Rui Alves) es un estadio de fútbol ubicado en Funchal, en la isla de Madeira, Portugal. Tiene una capacidad para 5200 espectadores y unas dimensiones de 105x68m. En él disputa sus partidos como local el C.D. Nacional.

## Remodelación
En el año 2007, el estadio fue remodelado. Se duplicó su aforo, pasando de 2500 a más de 5000 espectadores, añadiendo una grada más.